# Peam Chor
Peam Chor är ett distrikt i Kambodja.   Det ligger i provinsen Prey Veng, i den södra delen av landet, 70 km sydost om huvudstaden Phnom Penh.